# Mediatori dell'infiammazione
I mediatori dell'infiammazione sono sostanze chimiche sintetizzate durante il processo infiammatorio. Queste sostanze possono essere presenti nel plasma come precursori inattivi, come le proteine del sistema del complemento, o possono essere prodotte da leucociti, cellule endoteliali e piastrine. Alcuni di questi mediatori sono immagazzinati pronti all'uso nelle cellule, mentre altri vengono sintetizzati ex novo; la loro emivita è breve. 
Questi precursori sono:
- Amine vasoattive: istamina e serotonina, che sono due mediatori chimici preformati e immagazzinati nelle cellule. L' ístamína è contenuta nei granuli dei mastociti, basofili e piastrine
- Proteasi plasmatiche
- Metaboliti dell'acido arachidonico
- Monossido di azoto
- Neuropeptidi